# Die Schlikkerfrauen
Die Schlikkerfrauen ist eine Sat.1-Fernsehfilmkomödie von Uwe Janson aus dem Jahr 2014. Die sozialkomödiantische Satire bezieht sich auf die Insolvenz der Drogeriekette Schlecker im Jahr 2012.

## Inhalt
Schlikker ist endgültig pleite. Doch die drohende Schließung ihrer Filiale in Berlin-Moabit wollen Angie, Greta, Zari und Chris ganz und gar nicht hinnehmen: Zu allem entschlossen besetzen die vier Powerfrauen ihren Laden und nehmen Firmengründer Theo Schlikker kurzerhand und eher zufällig als Geisel.

## Produktion
Der Film wurde von UFA Fiction im Auftrag von Sat.1 produziert. Ähnlich wie bereits beim Film Der Minister führte Uwe Janson Regie, für die gemeinsame Arbeit am Drehbuch holte er sich diesmal David Ungureit. 
Die Dreharbeiten begannen im Juli 2014. Zwei Monate nach Fertigstellung lief der Film bereits im Fernsehen.

## Rezeption

### Einschaltquote
Mit 3,05 Millionen Zuschauer hatte der Film bei seiner Erstausstrahlung einen Marktanteil von 10,4 % und belegte damit den zweiten Platz hinter der gleichzeitig in der ARD laufenden Krimiserie Mord mit Aussicht (5,91 Mill. Zuschauer, 19,6 Prozent Marktanteil).

### Kritik
Tilmann P. Gangloff lobt bei Tittelbach die Kameraarbeit von Marcus Stotz („angenehmer Bildfluss“) und das Drehbuch wegen seiner amüsanten Details und Slapstickmomenten. Auch würdigt er die schauspielerische Leistung von Katharina Thalbach als „herausragend“ und erinnert an ihre Rolle der Kanzlerin im Film Der Minister vom selben Regisseur.
Der „liebevolle Realismus und die frohe Botschaft“ erinnern Arno Frank im Spiegel an satirische Arbeiterkomödien wie Ganz oder gar nicht, die auch daran appellieren, das Schicksal in die eigene Hand zu nehmen.

### Protest der Schlecker-Betriebsratsvorsitzenden
Christel Hoffmann, die frühere Schlecker-Betriebsratsvorsitzende, kritisierte, dass auf dem Rücken der Schleckermitarbeiter und der Familie Schlecker eine realitätsferne Satire lediglich eine hohe Einschaltquote erhaschen wolle, aber nicht im Geringsten „eine angemessene Beschäftigung mit dem Thema selbst“ anrege. Der Produzent Joachim Kosack hatte zuvor über die Herangehensweise des Films an das Thema gesagt: „Wichtig war uns, das Schicksal der realen Schlecker-Frauen zu keiner Zeit ins Lächerliche zu ziehen. Im Gegenteil: Unser Film nimmt die Verzweiflung dieser Frauen, denen von einem Tag auf den anderen ihre Lebensgrundlage entzogen wurde, ernst.“